# Jilavele
Jilavele es una comuna ubicada en el distrito de Ialomița, Rumania.

## Superficie
Cuenta con una superficie de 53,01 kilómetros cuadrados.

## Demografía
Hasta 2021 la población era de 3045 habitantes, con una densidad de población de 57,44 habitantes por kilómetro cuadrado.